# Olemps
Olemps är en kommun i departementet Aveyron i regionen Occitanien i södra Frankrike. Kommunen ligger  i kantonen Rodez-Ouest som ligger i arrondissementet Rodez. År 2022 hade Olemps 3 531 invånare.

## Befolkningsutveckling
Antalet invånare i kommunen Olemps
Referens: INSEE